# Bédeille (Ariège)
 Bédeille  es una población y comuna francesa, en la región de Mediodía-Pirineos, departamento de Ariège, en el distrito de Saint-Girons y cantón de Sainte-Croix-Volvestre.

## Demografía
| 100 | 83 | 73 | 76 | 56 | 72 |
| Para los censos de 1962 a 1999 la población legal corresponde a la población sin duplicidades (Fuente: INSEE [Consultar]) |    |    |    |    |    |